# John Chisum
John Simpson Chisum (1824–1884) est un grand éleveur de bétail de l'Ouest américain de la seconde moitié du XIXe siècle. 
John Chisum est né dans le comté de Hardeman dans le Tennessee, le 18 août 1824. Sa famille migre au Texas en 1837. Chisum se lance dans l'élevage en 1854 et devient l'un des premiers éleveurs à amener et faire paître ses troupeaux au Nouveau-Mexique. Il est propriétaire d'un grand ranch à Bosque Grande, à environ 65 kilomètres au sud de Fort Sumner, avec 100 000 têtes de bétail. En 1866 et 1867, Chisum forme un partenariat avec les éleveurs Charles Goodnight et Oliver Loving pour rassembler leurs troupeaux et les vendre à l'armée et aux mineurs du Colorado. En 1878, Chisum, associé à Alexander McSween et John Tunstall, est impliqué dans la guerre du comté de Lincoln, motivé par des intérêts financiers et politiques locaux. Son employé et ami proche, James Pepper (né au Texas de parents anglais) est également étroitement associé à lui à cette époque.
Il meurt en 1884, à l'âge de 60 ans. Il laisse à ses frères une fortune de 500 000 dollars.